# George Germain
George Germain, 1º Visconde Sackville (26 de janeiro de 1716 – 26 de agosto de 1785), também conhecido como Lorde George Sackville, foi um militar e político britânico que serviu como Secretário de Estado para as Colônias Britânicas na América do Norte no gabinete do primeiro-ministro Frederick North.

## Biografia
Nascido terceiro filho de Lionel Sackville, 1º Duque de Dorset, numa influente família, foi educado no prestigioso Colégio Westminster de Londres e se formou na Trinity College de Dublin em 1737, aos 21 anos. Entre 1730 e 1737, e novamente entre 1750 e 1755, seu pai serviu como Lorde Tenente da Irlanda. Como era esperado de um nobre em sua posição, começou sua carreira militar logo após a faculdade, se alistando no exército como oficial.
Sua carreira nas forças armadas começou no final da década de 1730, quando foi apontado capitão num regimento de cavalaria do exército britânico. Em 1740, foi promovido a coronel e serviu na Guerra de Sucessão Austríaca. Em 1755, encerrou sua carreira militar e começou a trabalhar com o pai no cenário político inglês. Porém ele voltou a ativa no exército no ano seguinte, durante a Guerra dos Sete Anos. Ele foi promovido logo no primeiro ano para o posto de major-general. Em 1758 recebeu o comando de um regimento e, nesse mesmo ano, foi jurado no Conselho Privado.
Em 1 de agosto de 1759, foi travada a batalha de Minden. Com o inimigo recuando, o príncipe Ferdinando de Brunswick-Wolfenbüttel ordenou que Germain atacasse com sua cavalaria para destruir o que sobrou do inimigo e garantir a vitória. George Germain, contudo, se recusou a obedecer. Ele foi então levado a uma corte marcial por desobedecer ordens e dispensado do serviço militar em desgraça, tendo seu nome removido, a mando do rei Jorge III, do Conselho Privado.
Tendo sido parlamentar desde 1733, ele usou a pouca influência política que tinha para continuar a servir no governo. Como os britânicos haviam vencido a Guerra dos Sete Anos, o que aconteceu em Minden acabou esquecido. Em 1765, Jorge III novamente colocou seu nome no Conselho Privado. Em 1769, ele declarou apoio a Frederick North, que se tornaria primeiro-ministro no ano seguinte. Em 1775, North o tornou Secretário de Estado para as colônias na América do Norte. Nessa período, as Treze Colônias britânicas estavam em enorme agitação política e um movimento de independência havia conseguido conquistar apoio popular e uma revolta armada contra a Inglaterra parecia iminente.
Seu mandato como o principal representante da Coroa na América do Norte acabou sendo tão controverso quanto tudo na sua carreira até então. Quando eclodiu a Guerra de Independência dos Estados Unidos, sua liderança foi considerada ineficaz e as Treze Colônias conseguiriam, pela via armada, se livrar do domínio da Grã-Bretanha. A gestão de George Germain neste período foi duramente criticada nos circuitos políticos ingleses. Sua emissão de instruções detalhadas em assuntos militares, aliado a sua falha em entender a geografia das colônias ou a determinação dos colonos, ajudou a acelerar a derrota inglesa na guerra. Quando o governo de Lorde North caiu em março de 1782, Germain viu sua carreira política ser encerrada em definitivo. Quando Germain retornou para a Inglaterra, o fiasco em Minden e seu fracasso na guerra na América haviam destruído sua reputação e muitos membros da Câmara dos Lordes queriam impedi-lo de assumir seu assento de direito na assembléia. Acometido de problemas de saúde, ele faleceu em sua casa em Stoneland Lodge, Sussex, em 1785.